# Вест-Сент-Пол (Міннесота)
Вест-Сент-Пол (англ. West St. Paul) — місто (англ. city) в США, в окрузі Дакота штату Міннесота. Населення — 20 615 осіб (2020).

## Географія
Вест-Сент-Пол розташований за координатами 44°54′9″ пн. ш. 93°5′7″ зх. д. / 44.90250° пн. ш. 93.08528° зх. д. (44.902414, -93.085327).  За даними Бюро перепису населення США в 2010 році місто мало площу 13,00 км², з яких 12,73 км² — суходіл та 0,27 км² — водойми.

## Демографія
Згідно з переписом 2010 року, у місті мешкало 19 540 осіб у 8529 домогосподарствах у складі 4751 родини. Густота населення становила 1503 особи/км².  Було 9139 помешкань (703/км²).
Расовий склад населення:
| - 78,0 % — білих - 6,0 % — чорних або афроамериканців - 2,2 % — азіатів - 0,9 % — корінних американців - 0,1 % — вихідців з тихоокеанських островів - 8,6 % — осіб інших рас |

До двох чи більше рас належало 4,3 %. Частка іспаномовних становила 19,5 % від усіх жителів.
За віковим діапазоном населення розподілялося таким чином: 22,3 % — особи молодші 18 років, 60,7 % — особи у віці 18—64 років, 17,0 % — особи у віці 65 років та старші. Медіана віку мешканця становила 39,7 року. На 100 осіб жіночої статі у місті припадало 90,7 чоловіків;  на 100 жінок у віці від 18 років та старших — 86,7 чоловіків також старших 18 років.
Середній дохід на одне домашнє господарство  становив 63 876 доларів США (медіана — 47 710), а середній дохід на одну сім'ю — 78 112 долари (медіана — 67 339). Медіана доходів становила 44 341 долар для чоловіків та 44 310 доларів для жінок. За межею бідності перебувало 10,8 % осіб, у тому числі 14,5 % дітей у віці до 18 років та 7,6 % осіб у віці 65 років та старших.
Цивільне працевлаштоване населення становило 9294 особи. Основні галузі зайнятості: освіта, охорона здоров'я та соціальна допомога — 20,4 %, мистецтво, розваги та відпочинок — 11,7 %, науковці, спеціалісти, менеджери — 11,5 %.